# Tunj
Tunj (lat. Thunnus thynnus, atlantska plavoperajna tuna) je morska riba iz porodice skušovki (Scombridae). U Hrvatskoj ovu ribu nazivaju još i tuna, tun, obična tuna.

## Opis
Tijelo tunja je vretenastog oblika, usko i špicasto na vrhu glave, zadebljano pri sredini tijela, a od sredine prema repu se opet bitno sužava. Koža im je čelično plave boje, sa zelenim i odsjajima boje lavande. Na prsima ima dvije peraje, na trbuhu bliže repu još dvije. Na bokovima iza škržnih otvora ima bočne peraje, a na leđima jednu veliku. Rep je velik, repne peraje podjednake dužine s urezom pri sredini. Od leđne peraje prema repu nalazi se niz manjih nazubljenih peraja. Toplokrvna je riba i jedina je takva u svijetu riba. Doseže težinu i do 600-650 kg a može narasti preko 4 metra. Prosječna lovna težina u Jadranu je oko 12 kg.

## Rasprostranjenost
Tunj je vrsta ribe selice. Rasprostranjeni su na zapadnom Atlantiku od obala Kanade, Meksičkog zaljeva, Kariba do Venezuele i Brazila. Na istočnom Atlantiku tunj obitava od otočja Lofoten u Norveškoj do Kanarskih otoka, uključujući Sredozemno more i južni dio Crnog mora. Populacije istočnog i zapadnog Atlantika smatraju se genetički zasebnima iako dolazi do miješanja kroz dobar dio sjevernog Atlantika. Pojedini tunji vjerni su određenom prostoru kada je u pitanju razmnožavanje: odlaze u Meksički zaljev ili u Sredozemno more. Količina tunja u istočnom Atlantiku je za red veličine veća od one u zapadnom.
Tunj je rasprostranjen diljem Jadrana na svim dubinama.

## Način života i ishrana
Tunj je izvrstan plivač i lovac koji živi u jatu vršnjaka. Skladno vretenasto tijelo jake građe s izrazito naglašenom i jakom repnom perajom omogućava mu dugotrajno i brzo kretanje u lovu na plijen. Tunj je jedna od najbržih riba u moru. Prosječna brzina kojom se kreće je 12.5 km/h, a vrlo brzo može ubrzati i preko 100 km/h. Odmor nakon postizanja takvih brzina mu je također najkraći u ribljem svijetu. Na tome mogu zahvaliti i odličnom metabolizmu koji može držati temperaturu tijela veću čak do 20 stupnjeva od temperature mora. Da bi održavao temperaturu tijela tunj se mora neprestano kretati pa tako do životne dobi od 15 godina prepliva oko 1 000 000 milja.
Tunj je predator i hrani se drugom ribom, prije svega skušama, haringama, oslićima, ali i lignjama i rakovima pred kojima je u velikoj prednosti zbog velike brzine kretanja.
Najveći prirodni neprijatelj tunja je orka (kit ubojica).

## Ugroženost i zaštita
Prema posljednjoj procjeni globalne populacije tunja vrsta se više ne nalazi na popisu ugroženih vrsta. Zahvaljujući zakonskim okvirima zemalja koje osiguravaju kvote izlova koje su održivije te se bore protiv ilegalnog izlova, kod četiri od sedam najviše izlovljavanih vrsta tune nazire se oporavak. Iako globalno brojke izgledaju bolje, situacija se ne popravlja na svim područjima rasprostanjenosti. Primjerice dok je na području Mediterana i istočnog Atlantika porast populacije procijenjen na najmanje 22% u posljednja dva desetljeća, populacija u zapadnom Atlantiku se i više nego prepolovila u istom periodu.

## Gospodarska vrijednost
Tunj je najznačajnija riba za hrvatsko gospodarstvo i njegov izvoz u Japan.[nedostaje izvor] U Japanu tunjevina predstavlja nacionalnu i kulturnu tradiciju, a zbog velike kvalitete jadranskog tunja, uz već postojeća, osnivaju se mnogobrojna nova tunogojilišta diljem naše obale. Tunjevina je cijenjena i ima udio u prehrani ljudi u mnogim drugim zemljama. Meso tunja je vrhunske kvalitete a utroba je izrazito cijenjena. Jetra je bogata vitaminima, u gušterači ima inzulina, a od želudca se spremaju ukusne tripice. Meso tunja se također konzervira i tako pripremljeno predstavlja pravu poslasticu.
Lovi se tijekom cijele godine, uglavnom mrežama stajačicama tunolovkama, a u posljednje vrijeme se na Jadranu vrlo cijeni lov panulom (big fishing). Jedan od načina lova je lov tunolovcem s rampama, udicama i mamcem (tunolovac udičar).

## Brodovi za lov na tunje
- tunolovac plivaričar[6]
- tunolovac udičar[6]

## Vanjske poveznice
- Submania.hr Pero Ugarković: »Skušovke«  Arhivirana inačica izvorne stranice od 2. travnja 2015. (Wayback Machine) (hrv.) (engl.)

|  | Zajednički poslužitelj ima stranicu o temi Thunnus thynnus    |
|  | Zajednički poslužitelj ima još gradiva o temi Thunnus thynnus |
|  | Wikivrste imaju podatke o taksonu Thunnus thynnus             |